# Vaux-Villaine
Vaux-Villaine település Franciaországban, Ardennes megyében. Lakosainak száma 189 fő (2022. január 1.). Vaux-Villaine Aubigny-les-Pothées, Blombay, L’Échelle, Lépron-les-Vallées, Neufmaison, Rouvroy-sur-Audry és Thin-le-Moutier községekkel határos.

## Népesség
A település népessége az elmúlt években az alábbi módon változott:
| Lakosok száma | 139  | 145  | 160  | 183  | 199  | 196  | 195  | 193  | 194  | 189  |
|               | 1968 | 1982 | 1990 | 2006 | 2013 | 2015 | 2017 | 2019 | 2020 | 2022 |